# Японский барсук
Японский барсук (лат. Meles anakuma) — вид млекопитающих семейства куньих, являющийся эндемиком Японии (проживает на островах Хонсю, Кюсю, Сикоку и Сёдо).

## Описание
Японский барсук меньше (средняя длина 79 см для самцов и 72 см для самок) и имеет меньший половой диморфизм (за исключением размеров клыков), чем европейский барсук. Хвост длиной от 14 до 20 см. Взрослые особи обычно весят от 4 до 8 кг. Передние ноги оснащены мощными когтями для копания. Когти на задних лапах меньше. Верх тела покрывают длинные серо-коричневые волосы. Брюшные волосы короткие и чёрные. Лицевые отметины не так контрастны, как у европейского барсука. Череп меньше, чем у европейского барсука.
Японские барсуки питаются с весны до осени в субальпийской зоне, вечнозелёных лесах и пригородах Токио дождевыми червями из семейства Megascolecidae. Кроме червей барсуки потребляют ягоды, жуков и хурму. Ведут ночной образ жизни, и их деятельность почти прекращается в январе и феврале. В отличие от европейских барсуков, только самки занимаются выращиванием детёнышей в пригороде Токио[прояснить].
Начиная с двухлетнего возраста самки спариваются и рожают двух или трёх детёнышей весной (март-апрель). Они спариваются вновь вскоре после этого, но задержка имплантации продолжается до следующего февраля.
Генетические исследования показывают, что есть существенные различия между японским и азиатским барсуком, и японские барсуки генетически однородны.
Численность популяции уменьшается. Ей угрожают освоение земель человеком, сельское хозяйство, а также конкуренция со стороны ввезённых енотов. Охота является законной, но резко сократилась с 1970 года.

## В культуре
- Мудзина — ёкай, персонаж японского фольклора, барсук-оборотень.